# Groß-Gerau
Groß-Gerau – miasto powiatowe w Niemczech, w kraju związkowym Hesja, w rejencji Darmstadt, siedziba powiatu Groß-Gerau.
W mieście znajduje się stacja kolejowa Groß-Gerau.

## Współpraca
Miejscowości partnerskie:
- Szamotuły, Polska
- Tielt, Belgia